# (468293) 2015 DF173
(468293) 2015 DF173 es un asteroide perteneciente al cinturón de asteroides, descubierto el 6 de octubre de 1999 por el equipo Spacewatch desde el Observatorio Nacional de Kitt Peak (Arizona, Estados Unidos).